# Episodi di High Maintenance (prima stagione)
La prima stagione della serie televisiva High Maintenance, composti da 6 episodi, è stata trasmessa negli Stati Uniti sulla HBO dal 16 settembre al 21 ottobre 2016.
In Italia, la stagione è andata in onda dal 31 ottobre al 14 novembre 2016 su Sky Atlantic.
| n° | Titolo   | Prima TV USA      | Prima TV Italia  |
| -- | -------- | ----------------- | ---------------- |
| 1  | Meth(od) | 16 settembre 2016 | 31 ottobre 2016  |
| 2  | Museebat | 23 settembre 2016 | 31 ottobre 2016  |
| 3  | Grandpa  | 30 settembre 2016 | 7 novembre 2016  |
| 4  | Tick     | 7 ottobre 2016    | 7 novembre 2016  |
| 5  | Selfie   | 14 ottobre 2016   | 14 novembre 2016 |
| 6  | Ex       | 21 ottobre 2016   | 14 novembre 2016 |